# Paul Raphael Montford
Paul Raphael Montford (né le 1er novembre 1868, mort le 15 janvier 1938) était un sculpteur anglais, qui vécut une majeure partie de sa vie en Australie. Il gagna la médaille d'or délivrée par la Royal Society of British Sculptors en 1934.

## Débuts et premières œuvres

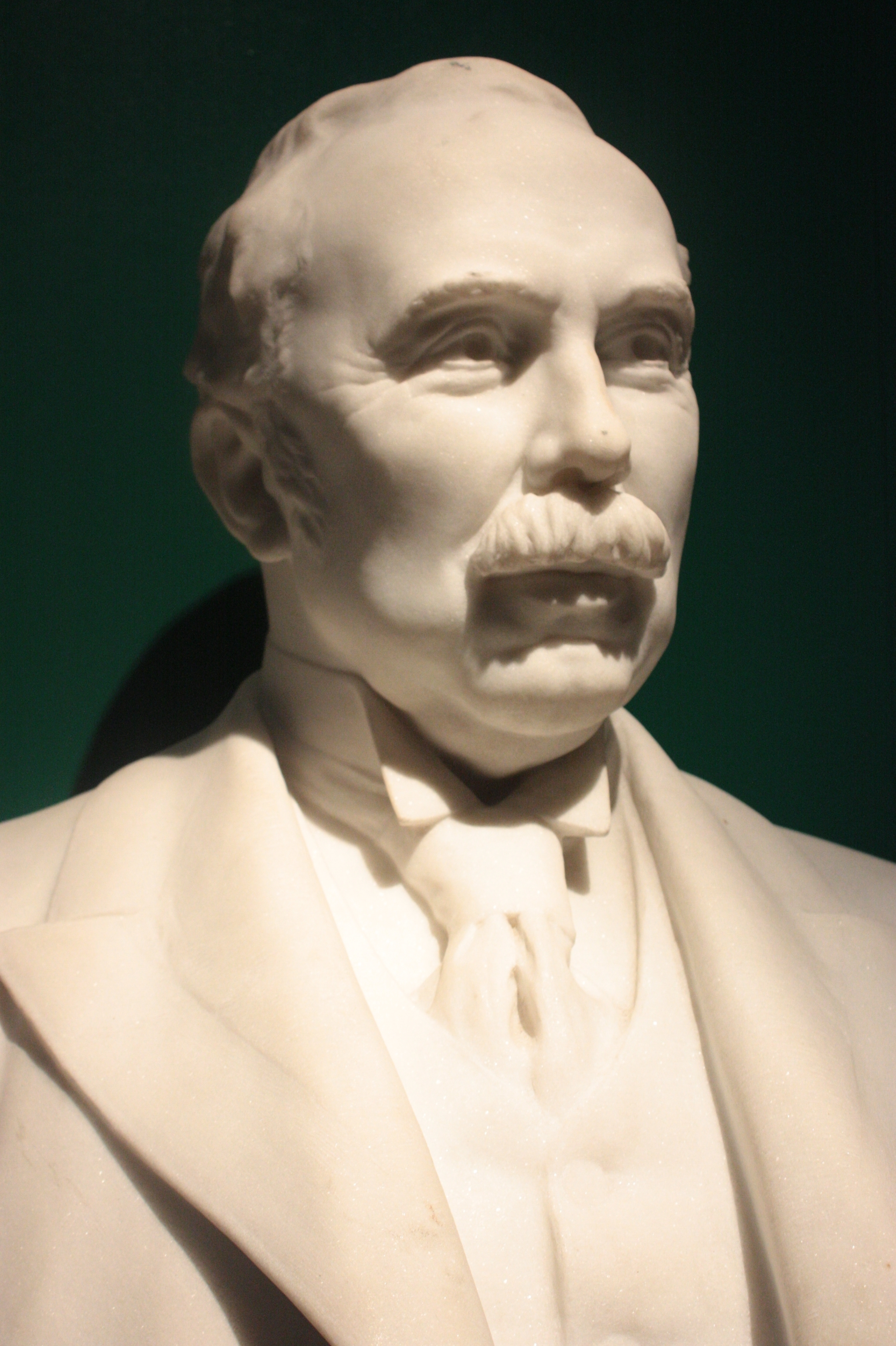
Statue de Henry Campbell-Bannerman par Paul Raphael Montford.

Montford est né à Kentish Town, près de Londres. Il fut le fils de Horace Montford, un sculpteur. Sa mère fut Sarah Elizabeth, née Lewis. Horace Mounford gagna une médaille d'or à l'école de la Royal Academy en 1869. Paul apprit la sculpture avec son père, puis il fit ses études à l'école de la Royal Academy, où il fut un étudiant brillant. Montford gagna lui aussi la médialle d'or, puis il fit plusieurs voyages, en 1891. Il exposa plusieurs fois à la Royal Academy. Il composa notamment quatre ensembles pour le pont Kelvin, à Glasgow, des statutes pour la ville de Cardiff, une statue en l'honneur de Sir Henry Campbell-Bannerman à Stirling, et les statues d'Alfred Beit et de Julius Wernher à l'entrée de la Royal School of Mines de Londres. Montford se maria avec Marian Alice Dibdin, une peintre à l'huile, le 11 septembre 1912.

## Carrière en Australie
Montford décide de s'installer en Australia in 1923, considérant que la lumière de ce pays serait propice à la sculpture. Il a cependant des difficultés pour se faire une place, mais il parvient à exposer, notamment au Gordon Institute of Technical College de Geelong, dans l'État de Victoria. En juillet 1924, il expose à la Geelong Art Gallery. Quand le sculpteur reconnu Charles Web Gilbert meurt en 1925, Montford demande à terminer son œuvre, le monument de Port-Saïd mais il eut des difficultés pour acheminer l'ouvrage à l'étranger ; finalement, l'œuvre fut confiée à Sir Bertram Mackennal, de Londres. Le vainqueur de la compétition de sculpture pour le Shrine of Remembrance de Melbourne, entreprise qui occupa plusieurs années de travail de la part de Montford. Il dessina et sculpta quatre ensembles, de 23 pieds de haut, ainsi que deux tumpans de 56 pieds de long chacun et de 8 pieds de haut.
Montford fut le président de la Victorian Artists Society de 1930 à 1932. 
Montford mourut d'une leucémie le 15 janvier 1938 à Richmond, Victoria. Il laissa sa femme, deux filles et un fils. Ses cendres furent répandues dans les bois de Leatherhead, dans le Surrey, en Angleterre.
Montford refusa de reconnaître l'influence de l'école moderniste sur son art. L'art grec antique et le style italien de la Renaissance sont ses sources d'inspiration selon lui.